# Hongqi E-QM5
El Hongqi E-QM5 (xinès simplificat: 红旗E-QM5, pinyin: HóngqíE-QM5) és una berlina executiva compacta elèctrica dissenyada per Hongqi per a ser utilitzada com a cotxe de lloguer online.

## Característiques
El Hongqi E-QM5 es va mostrar per primera vegada al Saló Internacional de Vehicles d'Energia i Mobilitat Connectada Haikou 2021. L'E-QM5 comparteix els fonaments de la berlina de gasolina Hongqi H5 amb puntals McPherson a la part davantera i suspensió multienllaç a la part posterior, i unes dimensions de 5.040 mm/1.910 mm/1.569 mm, amb una distància entre eixos de 2.990 mm. També es va planificar una versió amb intercanvi de bateries anomenada E-QH5.
L'Hongqi E-QM5 té un únic motor elèctric que acciona l'eix davanter amb 136 CV (134 CV / 100 kW) i una autonomia de conducció de 431 quilòmetres (267 milles) amb classificació NEDC, compatible amb una bateria de fosfat de ferro de liti de 55 kWh produïda per la fàbrica Fudi de Chongqing. S'ha suggerit que les versions posteriors del model podrien estar equipades amb bateries blade subministrades per BYD.
El disseny exterior es va fer sota la direcció de l'excap de disseny de Rolls-Royce, Giles Taylor, que ha estat contractat pel fabricant d'automòbils xinés Hongqi des de la seua sortida de Rolls Royce el 2019.